# Jour de l'Indépendance (Argentine)
Pour les articles homonymes, voir Jour de l'Indépendance.
Le jour de l'Indépendance (en espagnol : Día de la independecia) est la fête nationale en Argentine, célébrée chaque année le 9 juillet. Cette date commémore la signature de la Déclaration d'indépendance, le 9 juillet 1816 dans la maison de Francisca Bazán de Lagune. L'indépendance est décidée par le Congrès de Tucumán qui siège à San Miguel de Tucumán dans les Provinces-Unies du Río de la Plata. Cette Déclaration proclame l'indépendance politique du pays vis-à-vis de la Monarchie espagnole.

## Premières célébrations

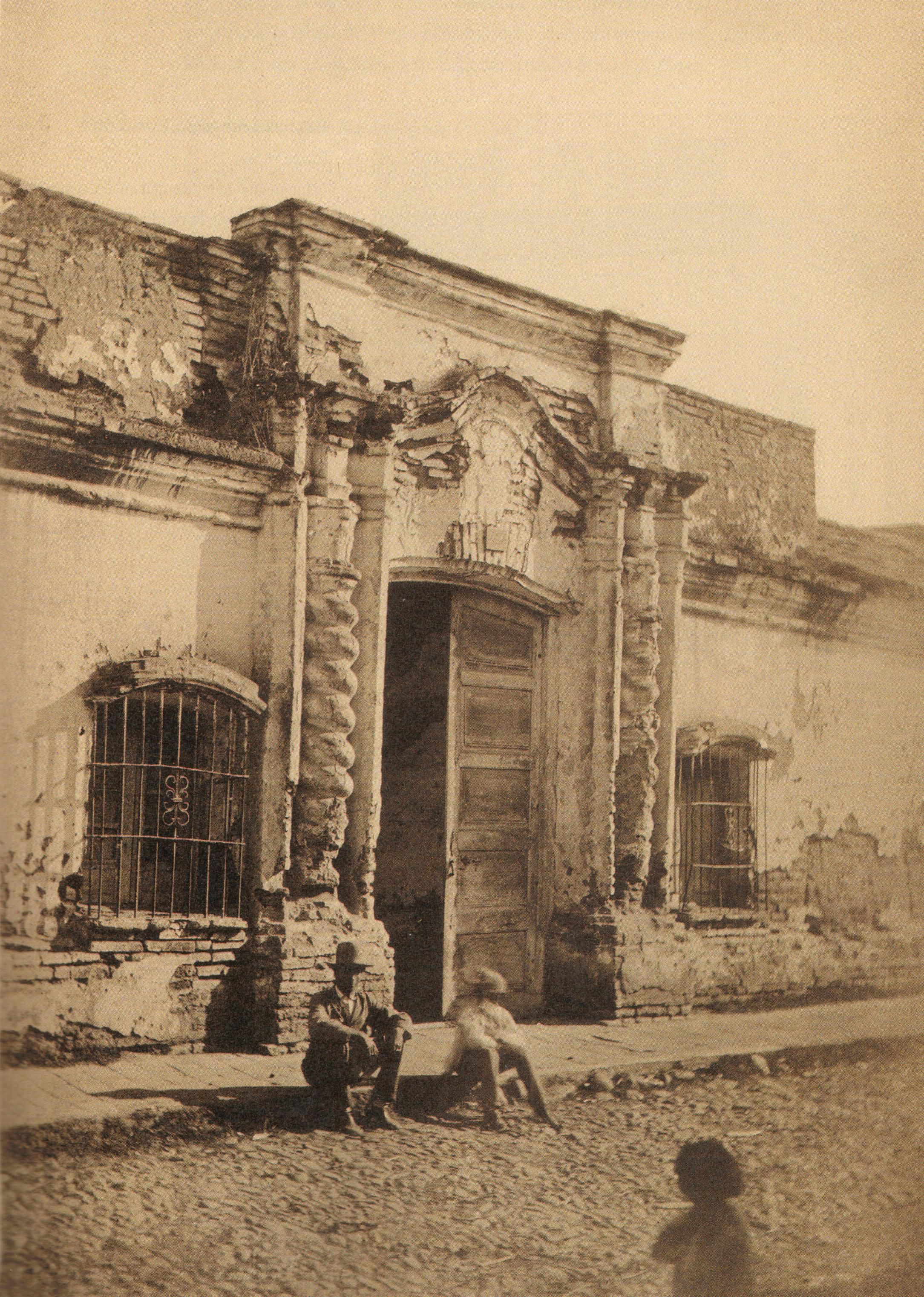
La Maison de Tucumán, propriété de Francisca Bazán de Lagune, où l'indépendance est déclarée.

À la suite de la signature de la déclaration d'indépendance, le général Lamadrid, figure importante de la guerre d'indépendance, propose d'organiser une fête pour célébrer l'événement. Celle-ci est prévue la nuit du jour suivant, le 10 juillet 1816, dans la cour de la maison de Francisca Bazán de Lagune. C'est toutefois le 9 juillet 1816 que les festivités sont véritablement engagées, lorsque plus de cinq mille personnes se rassemblent dans la banlieue de San Miguel de Tucumán pour fêter l'événement.

## Célébration du centenaire
Au début du XXe siècle, le centenaire de l'Indépendance est célébré dans presque tous les pays latino-américains. L'Argentine le célèbre en 1910, en référence à la Révolution de Mai qui se déroule du 18 au 25 mai 1810 et qui ouvre la Guerre d'indépendance qui débouchera sur la déclaration d'indépendance signée le 9 juillet 1816. Les célébrations de ce centenaire eurent lieu dans un contexte politiquement et économiquement tendu en raison de la crise de 1890, qui freine la croissance nationale tandis que le pays recevait un très grand nombre d'immigrés européens.
L'Administration fédérale conçoit les célébrations comme un grand spectacle dans un pays qui tire sa richesse du bétail et des récoltes agricoles. L'historien Luis Alberto Romarin considère qu'« au-delà des célébrations en grande pompe, les esprits critiques, gagnés par un pessimisme croissant, sont saisis d'une profonde préoccupation quant à la trajectoire donnée à la Nation. » De cette façon la célébration du centenaire donna de la visibilité aux conflits internes en les plaçant au centre de l'espace public, où il n'était pas possible les masquer.
Cela est dû au fait que les célébrations sont conçues et organisées à partir d'un point de vue de la classe sociale dominante, qui est bien établie sur le territoire, contrastant avec les réalités migratoire et autochtone. Les célébrations laissent entrevoir les confrontations dans le pays : les peuple autochtones et les immigrés sont noyés dans une nation pensée par cette classe dominante,.

## Célébration du bicentenaire
Le bicentenaire de l'indépendance Argentine est célébrée en 2016. Le pays s'est mobilisé sur plusieurs projets, notamment la rénovation et mise en valeur de la Maison de Tucumán.
Aussi dans ce cadre, la Conférence épiscopale argentine (CEA) a choisi San Miguel de Tucumán pour organiser le Congrès eucharistique international. Les organisateurs ont proposé au Pape François de présider ce congrès s'il se trouvait en Argentine, ce qui n'a pas été le cas,,.

## Onomastique
A travers le temps, divers lieux, rues, bateaux, jardins et entreprises de l'Argentine ont pris le nom de « 9 juillet » en l'honneur de l'indépendance. C'est notamment le cas pour l'emblématique Avenida 9 de Julio de Buenos Aires. Les villes de Resistencia ou Formosa se sont également dotées d'avenues du 9 juillet. Deux navires de l'armée argentine portent ce nom et l'équipe de foot de Rafaela s'appelle Club Atlético 9 de Julio. Une ville de la province de Buenos Aires est même baptisée Nueve de Julio.